# Christoph Bernhard von Galen
Pour les articles homonymes, voir Von Galen.
Christoph Bernhard von Galen (12 octobre 1606 - 19 septembre 1678) est le prince-évêque de Münster de 1650 à 1678.

## Biographie
À l'époque où l'absolutisme progresse en Europe et dans les territoires de l'Empire, Bernhard von Galen s'efforce lui aussi, en tant que prince ecclésiastique, d'affermir son pouvoir et d'étendre ses petits domaines. Louvoyant entre les différentes puissances, il ajoute à son évêché quelques territoires limitrophes et soumet, en 1661, la ville de Münster.

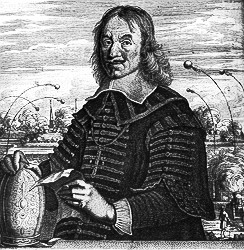

Alors que l'Europe entre dans une période troublée où s'affrontent la France, l'Angleterre, la Hollande, etc. Von Galen recrute 18 000 reîtres pour le compte de Charles II d'Angleterre dans le but d'attaquer les Provinces-Unies, mais une armée française de 6 000 hommes n'eut pas grand-chose à faire pour causer la déroute de l'armée de l'évêque qui se dissolut sans demander son reste. Plus tard, il retourne à l'alliance française, notamment pendant la Guerre de Hollande.
Il applique la Contre-Réforme de la manière la plus rigoureuse, avec pour objectif l'éradication du protestantisme qui a notamment fait des ravages avec l'anabaptisme. Ses efforts en faveur de la Contre-Réforme se trouvent appuyés et encouragés par les influences intellectuelles de l'université de Paderborn, fondée en 1614. Au-delà de son action religieuse et politique, von Galen était un personnage étrange et irascible qui permit l'invention de la bombe incendiaire[réf. nécessaire].